# کلوتز (ایتالیا)
کلوتز (به ایتالیایی: Cloz) یک کومونه در ایتالیا است که در ترنتینو واقع شده‌است. کلوتز ۸٫۳ کیلومتر مربع مساحت و ۷۱۰ نفر جمعیت دارد و ۷۹۲ متر بالاتر از سطح دریا واقع شده‌است.